# All I Want for Christmas Is You, a Night of Joy and Festivity
All I Want for Christmas Is You: A Night of Joy and Festivity è un residency show e tour della cantautrice Mariah Carey, che si svolge in occasione delle festività natalizie.
È iniziato il 15 dicembre 2014 al Beacon Theatre di New York e si è concluso il 15 dicembre 2019 al Madison Square Garden nella stessa città.

## Storia
Verso la fine del The Elusive Chanteuse Show, nell'ottobre del 2014, Mariah Carey annunciò una serie di concerti natalizi al Beacon Theatre di New York. Al riguardo, disse:"Non posso immaginare niente di più speciale di stare sul palco, nella mia città natale e festeggiare con i miei fan il periodo natalizio, il momento più prezioso dell'anno, non vedo l'ora!".
I biglietti per le date del 15,16 e 17 dicembre 2014 vennero messi in prevendita in anticipo per i proprietari di carte Citigroup, mentre la distribuzione generale avvenne il 10 novembre. Successivamente vennero aperte le vendite per le date del 21 e 22 dicembre. Billboard constatò che per le prime sei date si registrò il tutto esaurito.
Gli show ebbero inizio il 15 dicembre 2014 a New York, e continuarono a svolgersi in quella città fino al 5 dicembre 2017, poiché in seguito la Carey portò lo show in Europa (cosa che si ripeterà anche l'anno successivo) e al Caesars Palace di Las Vegas.
Nel 2019, in occasione del venticinquesimo anniversario dell'album natalizio Merry Christmas, la cantante annunciò delle nuove date per novembre e dicembre sia a Las Vegas che in altre città statunitensi, tornando anche a New York, stavolta però al Madison Square Garden.

## Critica
Jim Farber del New York Daily News disse che "Mentre la Carey sembrava nervosa e senza fiato, lo show aveva un fascino strano". Steven J. Horowiz di Billboard ha recensito il primo show dicendo:"Carey ha realizzato ciò che è venuta a fare: diffondere l'allegria natalizia": mentre Jo Ceramanica del New York Times disse che la cantante si sentiva "completamente a suo agio'" e ha elogiato il suo rapporto con il pubblico.

## Scaletta
Sugar Plum Fairy (intro)
1. Hark! The Herald Angels Sings / Gloria (In Excelsis Dio)
2. Charlie Brown Christmas
3. Fantasy (teaser)
4. Oh Santa!
5. Christmas (Baby Please Come Home)
6. Santa Claus Is Coming to Town / Rudolph the Red-Nosed Reindeer / Jingle Bells (eseguite dal coro dei bambini)
7. Jesus Oh What a Wonderful Child (eseguita da Trey Lorenz)
8. Silent Night
9. Joy to the World (eseguita col coro)

Introduzione strumentale
1. When Christmas Comes (eseguita col coro)
2. Here Comes Santa Claus (Right Down Santa Claus Lane) / Housetop Celebration

I Saw Mommy Kissing Santa Claus (interlude dei ballerini)
Carol of the Bells (interlude; eseguita dal coro)
1. Christmas Time Is in the Air Again
2. O Holy Night
3. Emotions
4. We Belong Together
5. Hero
6. All I Want for Christmas Is You

## Date
| Date             | Città         | Stato        | Luogo                           |
| Nord America     | Nord America  | Nord America | Nord America                    |
| ---------------- | ------------- | ------------ | ------------------------------- |
| 15 dicembre 2014 | New York      | Stati Uniti  | Beacon Theatre                  |
| 16 dicembre 2014 | New York      | Stati Uniti  | Beacon Theatre                  |
| 18 dicembre 2014 | New York      | Stati Uniti  | Beacon Theatre                  |
| 20 dicembre 2014 | New York      | Stati Uniti  | Beacon Theatre                  |
| 21 dicembre 2014 | New York      | Stati Uniti  | Beacon Theatre                  |
| 22 dicembre 2014 | New York      | Stati Uniti  | Beacon Theatre                  |
| 8 dicembre 2015  | New York      | Stati Uniti  | Beacon Theatre                  |
| 9 dicembre 2015  | New York      | Stati Uniti  | Beacon Theatre                  |
| 11 dicembre 2015 | New York      | Stati Uniti  | Beacon Theatre                  |
| 12 dicembre 2015 | New York      | Stati Uniti  | Beacon Theatre                  |
| 14 dicembre 2015 | New York      | Stati Uniti  | Beacon Theatre                  |
| 15 dicembre 2015 | New York      | Stati Uniti  | Beacon Theatre                  |
| 17 dicembre 2015 | New York      | Stati Uniti  | Beacon Theatre                  |
| 18 dicembre 2015 | New York      | Stati Uniti  | Beacon Theatre                  |
| 5 dicembre 2016  | New York      | Stati Uniti  | Beacon Theatre                  |
| 7 dicembre 2016  | New York      | Stati Uniti  | Beacon Theatre                  |
| 8 dicembre 2016  | New York      | Stati Uniti  | Beacon Theatre                  |
| 10 dicembre 2016 | New York      | Stati Uniti  | Beacon Theatre                  |
| 11 dicembre 2016 | New York      | Stati Uniti  | Beacon Theatre                  |
| 13 dicembre 2016 | New York      | Stati Uniti  | Beacon Theatre                  |
| 14 dicembre 2016 | New York      | Stati Uniti  | Beacon Theatre                  |
| 16 dicembre 2016 | New York      | Stati Uniti  | Beacon Theatre                  |
| 17 dicembre 2016 | New York      | Stati Uniti  | Beacon Theatre                  |
| 2 dicembre 2017  | New York      | Stati Uniti  | Beacon Theatre                  |
| 4 dicembre 2017  | New York      | Stati Uniti  | Beacon Theatre                  |
| 5 dicembre 2017  | New York      | Stati Uniti  | Beacon Theatre                  |
| Europa           |               |              |                                 |
| 9 dicembre 2017  | Parigi        | Francia      | AccorHotels Arena               |
| 10 dicembre 2017 | Manchester    | Regno Unito  | Manchester Arena                |
| 11 dicembre 2017 | Londra        | Regno Unito  | The O2 Arena                    |
| Nord America     |               |              |                                 |
| 14 dicembre 2017 | Las Vegas     | Stati Uniti  | The Colosseum at Caesars Palace |
| 17 dicembre 2017 | Las Vegas     | Stati Uniti  | The Colosseum at Caesars Palace |
| 18 dicembre 2017 | Las Vegas     | Stati Uniti  | The Colosseum at Caesars Palace |
| 20 dicembre 2017 | Las Vegas     | Stati Uniti  | The Colosseum at Caesars Palace |
| 22 dicembre 2017 | Las Vegas     | Stati Uniti  | The Colosseum at Caesars Palace |
| Europa           |               |              |                                 |
| 1 dicembre 2018  | Stavanger     | Norvegia     | Sørmarka Center                 |
| 3 dicembre 2018  | Göteborg      | Svezia       | Scandinavium                    |
| 4 dicembre 2018  | Copenaghen    | Danimarca    | Royal Arena                     |
| 5 dicembre 2018  | Berlino       | Germania     | Mercedes-Benz Arena             |
| 7 dicembre 2018  | Parigi        | Francia      | AccorHotels Arena               |
| 9 dicembre 2018  | Nottingham    | Regno Unito  | Motorpoint Arena                |
| 10 dicembre 2018 | Leeds         | Regno Unito  | First Direct Arena              |
| 11 dicembre 2018 | Londra        | Regno Unito  | The O2 Arena                    |
| 13 dicembre 2018 | Amsterdam     | Paesi Bassi  | Ziggo Dome                      |
| 14 dicembre 2018 | Bruxelles     | Belgio       | Forest National                 |
| 17 dicembre 2018 | Madrid        | Spagna       | WiZink Center                   |
| Nord America     |               |              |                                 |
| 22 novembre 2019 | Las Vegas     | Stati Uniti  | The Colosseum at Caesars Palace |
| 23 novembre 2019 | Las Vegas     | Stati Uniti  | The Colosseum at Caesars Palace |
| 27 novembre 2019 | Las Vegas     | Stati Uniti  | The Colosseum at Caesars Palace |
| 29 novembre 2019 | Las Vegas     | Stati Uniti  | The Colosseum at Caesars Palace |
| 30 novembre 2019 | Las Vegas     | Stati Uniti  | The Colosseum at Caesars Palace |
| 7 dicembre 2019  | Atlantic City | Stati Uniti  | Hard Rock Live                  |
| 9 dicembre 2019  | Oxon Hill     | Stati Uniti  | The Theater at MGM              |
| 12 dicembre 2019 | Uncasville    | Stati Uniti  | Mohegan Sun Arena               |
| 13 dicembre 2019 | Boston        | Stati Uniti  | Wang Theatre                    |
| 15 dicembre 2019 | New York      | Stati Uniti  | Madison Square Garden           |